# Adjapsandali
Adjapsandali (géorgien : აჯაფსანდალი ; arménien : Աջափսանդալ), est un plat végétarien traditionnel de Géorgie et d'Arménie à base d’aubergines, de poivrons, de tomates et d'un assaisonnement (ail, coriandre).
Ce plat est populaire dans la cuisine familiale de Géorgie et d'Arménie. Aux ingrédients principaux peuvent s'ajouter selon les versions des oignons, des carottes, des pommes de terre ou des piments. Tous ces ingrédients sont fréquents dans la cuisine géorgienne et faciles à trouver durant la saison estivale.

## Étymologie
Dans les langues turques, adjapsandali signifie « Comme tu es délicieux ! »[réf. nécessaire].